# إليزابيث جينوي
إليزابيث جينوي (بالإنجليزية: Elizabeth Janeway)‏ (7 أكتوبر 1913، بروكلين في الولايات المتحدة - 15 يناير 2005، ري في الولايات المتحدة)؛ مؤرخة وروائية أمريكية. درست في كلية بارنارد.